# Hugues de Combarel
Pour les articles homonymes, voir Combarel.
Hugues de Combarel, mort en 1440, est un ecclésiastique et juriste français. Il est successivement évêque de Tulle, de Béziers et de Poitiers. Il est également au service du roi de France, administrant les finances royales.

## Biographie
Hugues de Combarel est un noble du Limousin. Il est gradué en droit. 

### Évêque
Il est élu évêque de Tulle en 1416, mais le Parlement ne le confirme sur ce siège épiscopal qu'en 1421. 
Il échange ensuite ce siège contre l'évêché de Béziers. Il devient évêque de Béziers en 1422,, à la place de Bertrand de Maumont, et le reste jusqu'en 1424,. Il est alors remplacé sur ce siège épiscopal par Guillaume de Montjoie.
En 1424, Hugues de Combarel devient évêque de Poitiers,,, à la place de Louis de Bar,. Ce dernier accepte de résigner son siège de Poitiers contre une pension de 1 000 ducats versée par Hugues de Combarel et récupère l'administration du diocèse de Verdun. 
Hugues de Combarel reste à la tête du diocèse de Poitiers jusqu'à sa mort en 1440,. Il est remplacé par Guillaume Gouge de Charpaignes.

### Juriste royal
En même temps que sa carrière ecclésiastique, Hugues de Combarel est aussi un fidèle serviteur du roi de France, juriste à la tête des finances royales. Il entre à la Cour des aides avant 1411, sous le roi Charles VI, et devient général des aides en 1416. 
Il sert ensuite Charles VII, qui le nomme, quand il rétablit la Cour des aides à Poitiers en 1425, général quant à la justice des aides et gabelles. Il devient ensuite président de la Cour des aides, au plus tard en 1434,,, et le reste jusqu'à sa mort. Il est aussi conseiller au Parlement de Poitiers, et participe au Grand Conseil,, de 1425 à sa mort.
Hugues de Combarel fait partie des évêques, qui, quand Jeanne d'Arc arrive à Chinon en 1429, sont chargés d'étudier son cas. En 1437, quand Charles VII crée une Cour des aides dans le Languedoc, Hugues de Combarel est l'un des trois commissaires pour la justice des aides dans le Languedoc, avec l'évêque de Laon, Guillaume de Champeaux et l'archevêque de Toulouse, Denis du Moulin. Ensuite, en janvier 1438, ils sont tous trois nommés, « generaux conseillers sur le fait de la justice des aydes ordonnez pour la guerre en nostre dit pais de Languedoc ».
Hugues de Combarel est ainsi le principal juriste des finances royales du début du règne de Charles VII.

## Héraldique
Parti au 1 d'azur à trois coquilles d'or posées en pal, au 2 mi-parti de gueules à une molette d'argent.